# Corrado Dal Fabbro
Corrado Dal Fabbro (Pieve di Cadore, 4 agosto 1945 – Milano, 29 marzo 2018) è stato un bobbista e dirigente sportivo italiano, atleta attivo negli anni settanta.

## Biografia
Partecipò nel 1969 ai campionati europei di bob, classificandosi al decimo posto, nel 1971 si classifica secondo ai campionati mondiali di bob in coppia con Enzo Vicario.
Nel 1972 partecipa ai XI Giochi olimpici invernali, disputati a Sapporo. In quell'occasione si classifica secondo nel bob a quattro assieme a Nevio De Zordo, Adriano Frassinelli e Gianni Bonichon e decimo nel bob a due con Enzo Vicario.
L'anno successivo partecipa ai campionati mondiali di bob finendo al sesto posto.
Successivamente diventò commissario tecnico del settore bob della Federazione italiana sport invernali (FISI). Nel 1998 ha portato la squadra nazionale italiana di bob a due al titolo olimpico.